# گولوچ
گولوچ (به ترکی استانبولی: Gülüç) شهری است در کشور ترکیه که در استان زنگولداغ واقع شده‌است. جمعیت این شهر بر اساس سرشماری سال ۲۰۰۸ میلادی ۷٬۴۵۲ نفر و بر اساس برآوردهای سال ۲۰۰۹ میلادی ۷٬۲۴۹ نفر می‌باشد.